# Robert Fisher Tomes
Aquest autor és citat en taxonomia animal amb el nom «Tomes».
Robert Fisher Tomes (nascut el 4 d'agost del 1823 a Weston-on-Avon i mort el 10 de juliol del 1904 a South Littleton a Evesham, Worcestershire) fou un zoòleg i granger britànic.
Col·leccionava ocells i mamífers. Posteriorment se centrà en els mamífers i es convertí en un especialista dels ratpenats. Descrigué diverses espècies noves (treballant igualment amb col·leccions d'altres zoòlegs que provenien, per exemple, de Mesoamèrica i Nova Zelanda), incloent-hi el ratpenat de musell agut i l'opòssum rata fuliginós. Escrigué el capítol sobre insectívors i ratpenats de la History of Quadrupeds de Thomas Bell. La seva col·lecció de mamífers acabà al Museu d'Història Natural de Londres i la seva col·lecció d'ocells amb espècimens de Worcestershire en un museu de Worcester.
També publicà articles sobre paleontologia (per exemple, sobre coralls del Juràssic) i tenia una gran col·lecció de coralls fòssils. Gràcies als seus coneixements de la geologia local d'Evesham, assessorà municipis, agrícoles i altres parts implicades sobre la perforació de pous.
També fou conseller escolar, regidor de Worcestershire i, durant tretze anys fins al 1879, president de la junta de guardians de Stratford-on-Avon.
El 1860, la seva recerca sobre ratpenats li valgué l'ingrés a la Societat Zoològica de Londres com a membre corresponent. Després de treballar sobre qüestions paleontològiques i estratigràfiques del seu país, el 1877 esdevingué membre de la Geological Society of London.
El seu germà John Tomes (1815–1895), que heretà el títol de baró, era encara més conegut en el seu temps, car era membre de la Royal Society, cirurgià maxil·lofacial, dentista, expert en odontologia i amic de Richard Owen.